# آدریانو زکا
آدریانو زکا (انگلیسی: Adriano Zecca; ۱۱ آوریل ۱۹۲۳ – مارس ۱۹۸۳) بازیکن فوتبال اهل ایتالیا بود.
از باشگاه‌هایی که در آن بازی کرده‌است می‌توان به باشگاه فوتبال هلاس ورونا، باشگاه فوتبال مودنا، باشگاه فوتبال تورینو، باشگاه فوتبال آ.اس. رم، باشگاه فوتبال ونتزیا، باشگاه فوتبال باری، باشگاه فوتبال سمپدوریا، باشگاه فوتبال رجانا، و باشگاه فوتبال جنوآ اشاره کرد.